# Гергель, Нахум
Нахум Гергель (4 апреля 1887, местечко Рахмистровка, Киевская губерния — 18 ноября 1931, Берлин) — общественный деятель, борец за права евреев, создатель обществ гуманитарной помощи, социолог и автор статей и книг на языке идиш. Нахум Гергель более всего известен благодаря его тщательному статистическому анализу еврейских погромов, происшедших на Украине в 1918-21 годах.
Гергель получил традиционное еврейское образование, затем поступил в Киевский Университет, где изучал право. В 1914 году, после окончания университета, переехал в Санкт-Петербург, где началась его юридическая, гуманитарная и политическая деятельность. Он жил в России, на Украине и в Германии, куда эмигрировал в 1921 году. Гергель умер в возрасте 44 лет в результате внезапного инфаркта и был похоронен в Берлине на кладбище Вайссензее в 1931 году.

## Организации помощи евреям
В январе 1915 года Гергель вступил в ЕКОПО (Еврейский Комитет Помощи Жертвам Войны), и в сентябре 1915 года был избран его председателем. Начиная с сентября 1916 года Гергель работал в Центральном Комитете ЕКОПО в Петрограде. В мае 1918 он был избран президентом ЕКОПО и продолжал руководить им до своего отъезда в Германию в 1921 году.
В этот период Гергель также работал в комитете управления ОРТ (Общество Ручного Труда — международная еврейская филантропическая и просветительская организация). В июле 1920 г. (по 1921 г.) он был избран председателем комитета ИДГЕСКОМ. Во время Первой Мировой войны Гергель сплотил и возглавил группу активистов, боровшихся против обвинения евреев в шпионаже в пользу Германии. После приказа Российского правительства о выселении евреев из прифронтовых районов Курляндии и Ковно, Гергель организовал переселение тысяч еврейских семей в Полтавскую губернию.

## Участие в политических партиях
В юности Гергель был членом Бунда, позднее вступил в Сионистскую Социалистическую Рабочую Партию (ССРП) и был избран в её Центральный Комитет. После Февральской Революции 1917 года он избирается депутатом от ССРП в Петроградский Совет Рабочих и Солдатских Депутатов. После объединения ССРП с Еврейской Социалистической Рабочей Партией (ЕСРП), Гергель стал членом Центрального Комитета новой партии Объединённой Еврейской Социалистической Рабочей Партии (ОЕСРП) и вскоре был избран во Всероссийский Комитет этой партии.

## Министерство По Делам Евреев на Украине
В начале 1918 года Гергель был назначен председателем бюро украинского Министерства по делам евреев. После переворота и захвата власти гетманом Скоропадским в апреле 1918 года Гергель стал фактическим главой Министерства.

## Еврейские погромы
В 1918-21 годах на Украине произошло множество кровавых еврейских погромов. В этот период Гергель был активным участником Комитета помощи жертвам погромов. Одновременно с этим, он был главой Управления Помощи Пострадавшим От Погромов при Народном Комиссариате Безопасности. В декабре 1919 года Гергель был назначен представителем Комитета помощи жертвам погромов при Обществе Красного Креста, где он работал вплоть до ликвидации этого Комитета Советским правительством в мае 1920 года. Одновременно с этой работой, Гергель неустанно собирал материалы и статистические данные по еврейским погромам, которые позднее были опубликованы в Европе.
Исследования еврейских погромов, опубликованные Н. Гергелем, часто цитируются в качестве доказательства того, что Украинская Народная Армия под командованием Симона Петлюры была организатором и участником многих погромов. Александр Солженицын в ранней версии своей книги «Двести лет вместе» пишет: «Согласно исследованию погромов, проведённому Н. Гергелем в 1951 г., из 887 массовых погромов около 40 % были устроены Украинскими войсками Симона Петлюры.» В более поздней редакции книги Солженицын заменяет ссылку на Н. Гергеля словами «Согласно еврейским источникам…». Аналогичным образом поступают некоторые другие авторы, приводящие данные Гергеля без упоминания его имени — например, Геннадий Костырченко в книге «Тайная политика Сталина. Власть и антисемитизм.». Важно отметить, что исследование, на которое ссылается А. Солженицын, было проведено Н. Гергелем в 1918-начале 1920-х годах и было опубликовано в 1928 году в Берлине на языке идиш. Цифры жертв погромов, приводимые Н. Гергелем, считаются консервативными и основаны на свидетельствах очевидцев и на газетных репортажах, собранных в еврейском историческом архиве Мизрах, созданном в Киеве, после перевезённом в Берлин, а ещё позже — в Нью-Йорк. Английский перевод статьи Н. Гергеля был опубликован в 1951 году в ежегоднике университета еврейских исследований (YIVO) в Нью-Йорке под заголовком: «Погромы на Украине в 1918—1921 годах». "

## Эмиграция в Германию. Гуманитарная деятельность
В конце 1921 года Н. Гергель прибыл с семьёй в Берлин, где продолжилась его разнообразная общественная деятельность. Он начал с формирования Зарубежного Комитета ОЗЕ (Общество Здоровья Евреев). В 1922 году он избирается в секретариат Комитета и занимает должность редактора «Бюллетеня ОЗЕ». В этот период Н. Гергель работает в архиве Мизрах (Mizrakh-Yiddish Historische Archiv), в котором он сохранил материалы своих исследований еврейских погромов. В 1923 году Н. Гергель был избран Председателем ОРТ. В 1925 году он приезжает в США в качестве делегата от ОЗЕ. В 1926 году Н. Гергель назначается экспертом Джойнт («American Jewish Joint Distribution Committee») по делам русских евреев.
Н. Гергель был инициатором создания Di Algemeyne Entsiklopedye — первой большой еврейской энциклопедии на языке идиш. Реализация этого проекта была целью его второй поездки в США.

## Работа в Институте Еврейских Исследований YIVO
Н. Гергель был одним из основателей и активным сотрудником Института Еврейских Исследований (YIVO) в Берлине. На конференции YIVO в Вильне в 1929 году он был избран членом Совета Правления. Он был редактором экономико-статистической секции и одним из авторов ежегодника YIVO Bleter. Его исследования экономического и социального положения евреев раннего советского периода были опубликованы в его книге «О положении евреев в России» (Варшава, 1929))

## Публикации и неопубликованные труды
Н. Гергель собрал больше материала, чем успел опубликовать за свою короткую жизнь. Его большая монография «Министерство по делам евреев при Гетмане» (Das Judische Ministerium Unter Getman) до сих пор не издана.
- Книга на идиш: Gergel, N. Di Lage fun di Yidn in Rusland, 259 страниц, Варшава, 1929.
- Статья на английском языке: Gergel, N. «The Pogroms in the Ukraine In 1918—1921», YIVO Annual of Jewish Social Science, New York, 1951, pp. 237—252.
- Статья на идиш: «Евреи в Коммунистической партии и Коммунистическом Интернационале» (Shriftn far Economisch und Statistisch 1928).
- Статьи в ежегоднике YIVO Bleter (напр.: 1931, стр. 62-70)
- Ряд статей Н. Гергеля был опубликован в нью-йоркской газете Zukunft («Будущее») в 1920-х и в начале 1930-х годов.

## Комментарии
1. ↑  Ныне — Ротмистровка в Смелянском районе, Черкасская область Украины.